# Seznam obcí v okrese Plzeň-město
Seznam měst a obcí v okrese Plzeň-město podle počtu obyvatel (údaje k aktuálnímu datu)
| Článek           | Počet obyvatel | Muži   | Ženy   | Rozloha (km²) |
| ---------------- | -------------- | ------ | ------ | ------------- |
| Plzeň            | 185 599        | 89 521 | 96 078 | 137,67        |
| Starý Plzenec    | 5 448          | 2 657  | 2 791  | 18,37         |
| Šťáhlavy         | 2 922          | 1 463  | 1 459  | 23,97         |
| Dýšina           | 1 976          | 968    | 1 008  | 10,39         |
| Chrást           | 1 923          | 961    | 962    | 9,84          |
| Nezvěstice       | 1 454          | 719    | 735    | 6,44          |
| Losiná           | 1 423          | 707    | 716    | 6,79          |
| Kyšice           | 1 102          | 543    | 559    | 7,07          |
| Tymákov          | 1 072          | 558    | 514    | 9,11          |
| Letkov           | 877            | 432    | 445    | 4,71          |
| Chválenice       | 786            | 403    | 383    | 9,92          |
| Štěnovický Borek | 621            | 310    | 311    | 6,23          |
| Mokrouše         | 333            | 152    | 181    | 2,74          |
| Nezbavětice      | 270            | 131    | 139    | 4,75          |
| Lhůta            | 207            | 101    | 106    | 3,41          |